# デメトリア・サンス
デメトリア・ジェーン・サンス（Demetria Jean Sance、女性、1977年8月19日 - ）はアメリカ合衆国の元女子バレーボール選手。現役時代のポジションはアウトサイドヒッター。元アメリカ代表。

## 来歴
テキサス州サンアントニオ出身。1995年、テキサス大学オースティン校に入学。1996年のNCAA女子バレーボール選手権で準優勝した。大学卒業後の1999年にアメリカ代表に初選出された。同年のモントルーバレーマスターズで代表デビューすると、同年11月のワールドカップではレギュラーとして活躍をみせた。2000年、シドニー五輪に出場し4位となった。2003年、サンアントニオスポーツで殿堂入りした。

## 球歴
- オリンピック - 2000年
- ワールドカップ - 1999年

## 所属クラブ
- テキサス大学オースティン校（1995-1999年）